# Lobànove
Lobànove (en (ucraïnès): Лобанове, en rus: Лобаново, Lobànovo) és un poble de la República Autònoma de Crimea a Ucraïna, que el 2014 tenia 1.402 habitants. Pertany al districte rural de Djankoi.